# Solomon's Club
Solomon's Club (ソロモンズ倶楽部?) är ett Game Boy-spel från 1991. Spelet är baserat på Solomon's Key.

### Fotnoter
1. 1 2 3 4 5 6  Solomon's Club Arkiverad 1 juni 2011 hämtat från the Wayback Machine. på GameFAQs
2. ↑  ”Solomon's Club” (på svenska). Nintendomagasinet (Kungsbacka: Atlantic) (3 1992):  sid. 10 (Power Player). mars 1992. Läst 20 april 2014.